# Classe d'equivalència
Tota relació d'equivalència ∼ definida en un cert conjunt A ens permet dividir aquest conjunt en subconjunts disjunts, on cada subconjunt està format per tots els elements relacionats entre ells. Cada un d'aquests subconjunts és una classe d'equivalència, generada per la relació d'equivalència ∼.
La classe d'equivalència d'un element, {\displaystyle a\in A}, en la relació ∼ normalment es representa amb la notació [a]∼ o simplement [a] quan la relació d'equivalència usada es considera evident pel context. La notació {\displaystyle {\bar {a}}} també està força estesa. Aquesta classe estarà formada per: 
{\displaystyle [a]_{\sim }=\{b\in A|a\sim b\}\,}
Donada la classe [a], aquest element a es diu que és el representant de la classe. Les classes d'equivalència compleixen les següents propietats:
- [a] és un subconjunt de A.
- [a] no és buit. Com a mínim conté a.
- Inversament, {\displaystyle \forall a\in A} pertany com a mínim a una classe d'equivalència, la seva.
- {\displaystyle [a]=[b]\iff b\in [a]}.
- {\displaystyle b\notin [a]\iff ([a]\cap [b])=\emptyset }.

Així, qualsevol element b ∈ [a] és també un representant d'aquesta classe i de fet és així com s'anomenen els elements d'una mateixa classe d'equivalència.